# Madame Maigrets Liebhaber
Madame Maigrets Liebhaber (Originaltitel L’amoureux de Madame Maigret) ist eine Erzählung von Georges Simenon, in der Kommissar Maigret zusammen mit seiner Frau einen Mordfall in seiner unmittelbaren Nachbarschaft löst. Das zur Reihe der Maigret-Romane und -Erzählungen gehörende Werk entstand im Winter 1937/38 in Neuilly-sur-Seine oder im März 1938 in Porquerolles. Die Erzählung erschien erstmals am 28. Juli 1939 in der Zeitschrift Police-Film/Police-Roman.
In Buchform wurde die Erzählung 1944 in dem Erzählband Les Nouvelles Enquêtes de Maigret bei Gallimard veröffentlicht. In deutscher Übersetzung von Hansjürgen Wille und Barbara Klau erschien die Erzählung erstmals 1976 unter dem Titel Frau Maigrets Liebhaber bei Kiepenheuer und Witsch, in neuer Übersetzung und Titel (Madame Maigrets Liebhaber) von Ingrid Altrichter 1980 in dem Band Neues von Maigret und 1990 in dem Band Madame Maigrets Liebhaber, beide im Diogenes Verlag. 

## Handlung

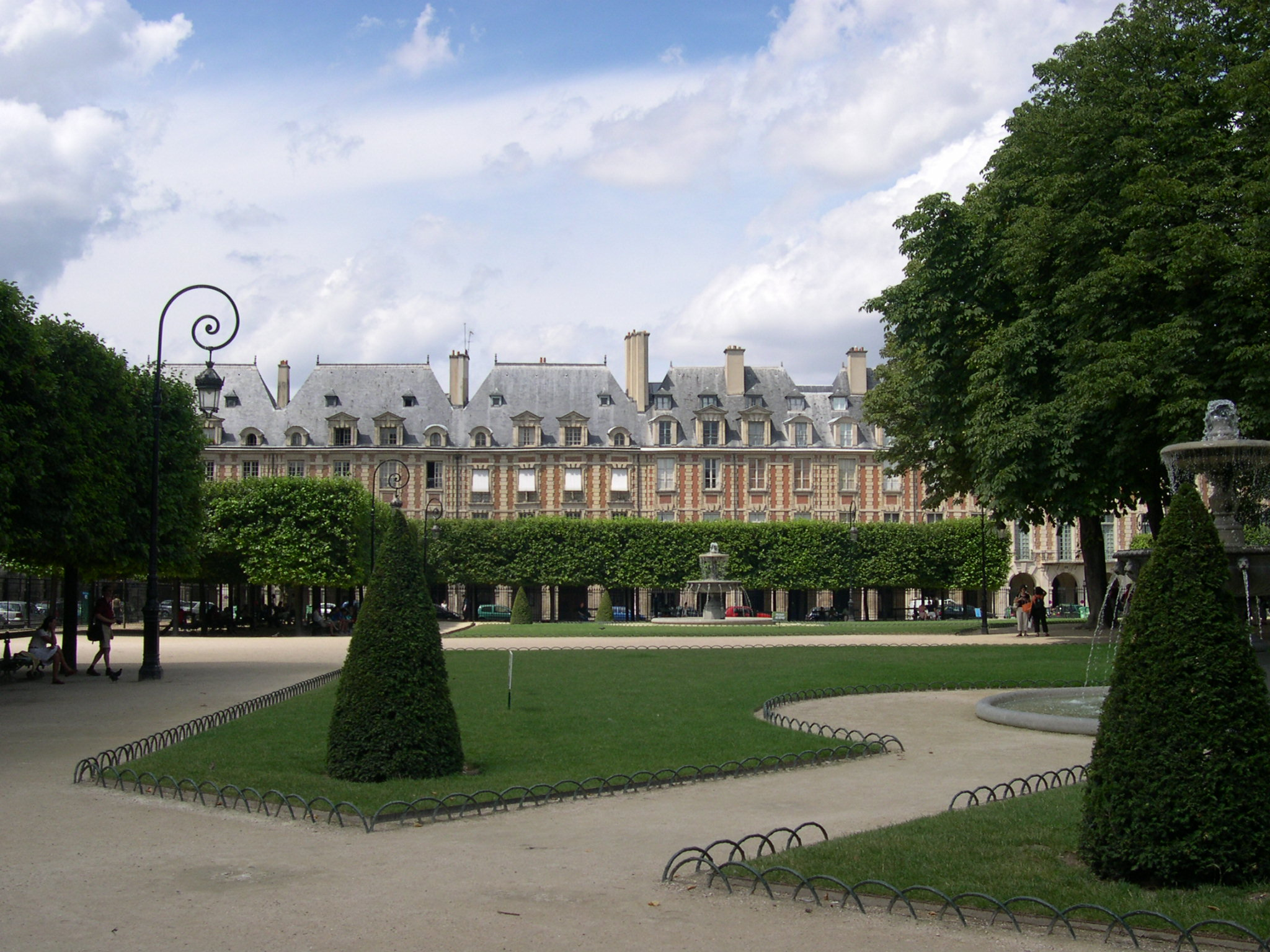
Place des Vosges

Die Geschichte spielt zu der Zeit, als die Maigrets nicht am Boulevard Richard-Lenoir, sondern am Place des Vosges wohnen; es ist Sommer und Paris ist in Ferienstimmung. Der Platz beherbergt eine belebte Grünanlage, die von einem Metallgitter umgeben ist. Tagsüber lassen sich sowohl Kindermädchen mit ihren Schützlingen wie auch ältere Herren dort nieder. Seit ungefähr zwei Wochen beobachtet Madame Maigret durch die Fenster ihrer Wohnung einen mittelalten, grau gekleideten Mann. Die Schilderung ihrer Beobachtungen ist aber irgendwie nicht ganz eindeutig: der Mann sieht zwar alt aus, aber andererseits auch wieder nicht. Er trägt wohl eine Perücke und ein Monokel, und sein Schnurrbart ist irgendwie komisch. Was ihn besonders alt macht, ist sein stocksteifer Gang. Madame Maigret beobachtet ihn sehr genau, kann es aber nicht richtig in Worte fassen, was sie an der Sache irritiert.
Dieser Mann umrundet den Platz zwei Mal, um sich daraufhin auf eine Bank zu setzen, wo er die nächsten drei Stunden verbringt, ohne mit jemandem zu sprechen. Er sitzt völlig unbeweglich einem jungen Mädchen gegenüber, das sich mit Häkeln beschäftigt, während zwei kleine Kinder sich im Park vergnügen. Die beiden Personen sprechen nicht miteinander, beobachtet Mme Maigret, aber verlassen den Ort fast im selben Moment. Um seine Frau zu necken, nennt der Kommissar ihn bald den „Liebhaber“ von Mme Maigret; die beiden finden die Sache ziemlich komisch. „Hast du deinen Liebhaber wieder gesehen?“ und setzt dann noch einen drauf: „Hat er wieder seine zwei kleinen Runden um den Platz gedreht? Immer noch so vornehm und geheimnisvoll? Wenn ich mir vorstelle, dass du eine Schwäche für vornehme Männer hast, und dass du dann ausgerechnet mich geheiratet hast!“ Eines Abends stellt Mme Maigret erstaunt fest, dass der Besucher vom Nachmittag immer noch auf der Bank sitzt. Inzwischen schickt die Aufsichtsperson die Spaziergänger zu den Ausgängen und schließt die Tore.

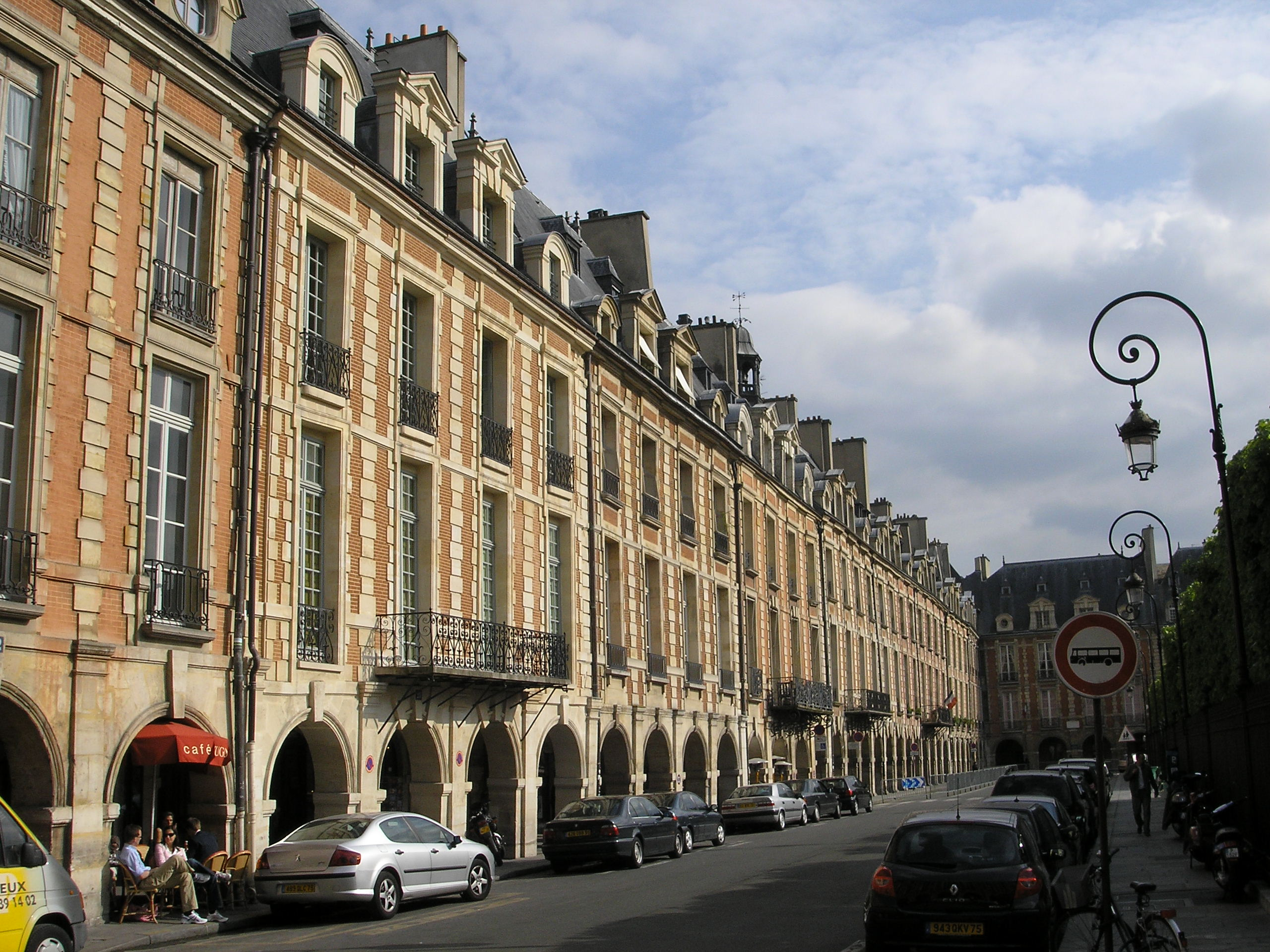
Ostseite des Place des Vosges

Durch das Fenster betrachtet Maigret mit seiner Frau die Szene; nachdem der Wächter das vierte Tor geschlossen hat, merkt er Kommissar, dass dieser den Mann auf der Bank übersehen hat. Maigret nimmt seine Jacke und steigt zum Platz hinunter; er geht direkt auf den Unbekannten zu. Er ist tot. Kurze Zeit später ist Madame Maigret völlig überrascht und ihr Mann fasst die Situation wie folgt zusammen: „Ist dir klar, was passiert ist? Na ja, dein Liebhaber ist ermordet worden, auf dieser Bank…“
Eine Untersuchung ergibt, dass „Madame Maigrets Liebhaber“ von einem Luftgewehr getroffen wurde, abgegeben aus einer Wohnung am Place des Vosges. Zur Überraschung aller stellt sich heraus, dass der Mann sich verkleidet hatte; in Wirklichkeit war er 28 Jahre alt. Maigret sucht nun nach dem jungen Mädchen, doch nach diesem Ereignis kehrt sie nicht mehr auf den Platz zurück. Es stellt sich heraus, dass sie Rita heißt und für Maigrets Nachbarn, die tschechische oder ungarische Familie Krofta arbeitet. Die Befragung Boris Kroftas hinterlässt bei Maigret einen unangenehmen Eindruck;  Mme Maigret kommt zu dem gleichen Schluss wie ihr Mann: Rita werde mit ziemlicher Sicherheit in der Wohnung von Monsieur Lucien, einem Mittelsmann von Krofta eingesperrt, der im selben Haus im zweiten Stock wohnt.
Bei der Durchsuchung von Luciens Wohnung findet man Rita gefesselt und in einen Transportkoffer eingesperrt. Es stellt sich heraus, dass die Personen Teil einer Spionageaffäre sind. Unter dem Deckmantel eines Import-Export-Geschäfts war Boris Krofta der Top-Spion einer fremden Regierung. Rita, sein Hausmädchen, und jener Mann auf der Bank, „Mme Maigrets Liebhaber“, arbeiteten als Agenten für eine andere Organisation. Er traf sich jeden Tag mit Rita, um an ihre Informationen über Krofta zu kommen, als Botschaft versteckt in dem Häkelmuster. Als Ritas Chef ihr Spiel durchschaute, streckte er die Kontaktperson nieder und sperrte das Mädchen ein, um es zum Reden zu bringen. Maigret kann das Mädchen zwar befreien, merkt aber bald, dass er zu weit gegangen ist. Sein Vorgesetzter bei der Pariser Polizei informiert ihn, dass der Leiter der Untersuchung zurückgetreten ist; das Ganze nimmt inzwischen die Ausmaße einer Staatsaffäre mit internationalen Verwicklungen an.

## Ausgaben
Nach der  Erstveröffentlichung in Police-Film/Police-Roman (1939) erschien die Erzählung in dem Sammelband Les nouvelles enquêtes de Maigret (Paris, Gallimard, NRF., 1944). Sie wurde in die Simenon-Werkausgaben Œuvres complètes (Lausanne, Editions Rencontre, 1967–1973) in Band IX, in Tout Simenon (Paris, Presses de la Cité, 1988–1993) in Band 25 und in Tout Simenon (Paris, Omnibus, 2002–2004) in Band 25 aufgenommen. In deutscher Übersetzung liegt sie außerdem in dem bei Diogenes 2009 erschienenen Sammelband Sämtliche Maigret-Geschichten (ISBN 978-3-257-06682-1) vor.

## Adaptionen
- L'innamorato della signora Maigret, italienischer Fernsehfilm (Regie: Mario Landi), mit Gino Cervi, Ausstrahlung 1966.
- L'amoureux de Mme Maigret, Folge der französischen Fernsehserie Les Enquêtes du commissaire Maigret (Regie: James Thor), mit Jean Richard, Ausstrahlung 1989.